# 奧地利的馬克西米利安·恩斯特
奧地利的馬克西米利安·恩斯特（德語：Maximilian Ernst von Österreich，1583年11月17日—1616年2月18日），內奧地利大公卡爾二世的第四子（第一、三子夭折，形同次子）。
馬克西米利安·恩斯特終生未婚，1616年於格拉茲去世，死後葬在塞考修道院。